# عامر بن هشام
عامر بن هشام الأزدي هو عبد الله بن هشام الأزدي البياني الأصل، القرطبي، أبو القاسم: شاعر أندلسي، من الكتّاب الندماء. من أهل قرطبة، مولدا ووفاة. روى عن جماعة، منهم ابن بشكوال. واستكتبه أبو محمد عبد الله بن أبي حفص ابن عبد المؤمن. له تآليف، منها (مقامات) و(معارضة لملقى السبيل) للمعري، و(مقصورة) على نسق الدريدية في نحو 165 بيتا، و(شرح) لها أورد فيه فوائد في الأدب ونكتا، و(المخصص في شرح غريب الملخص) و(مثبط العجلان ومنشط الكسلان) في الأدب، نحو ثلثي أمالي القالي، وكتاب في (أجناس التجنيس) وشعره كثير يمتاز بتشبيهات لطيفة، منه قصيدة في (متفرّجات قرطبة) وموشحات .